# Élections générales espagnoles de 2015
Les élections générales espagnoles de 2015 (en espagnol : Elecciones generales de España de 2015) sont les élections des 350 membres du Congrès des députés et des 208 membres (sur 266) élus au suffrage direct du Sénat organisées le 20 décembre 2015 en Espagne. Ce sont les douzièmes élections générales depuis la transition démocratique.
Ces élections voient la disparition de la bipolarisation du système politique qui caractérisait l'Espagne depuis la transition démocratique. Au Congrès des députés, le Parti populaire (PP) arrive en tête avec 28,72 % des voix et obtient 123 sièges, mais il perd sa majorité absolue. Le Parti socialiste ouvrier espagnol (PSOE) est deuxième avec un score historiquement faible de 22,02 % des voix et 90 sièges. Podemos et Ciudadanos réalisent des scores élevés et obtiennent respectivement 69 et 40 sièges.
Au Sénat, le Parti populaire (PP) conserve une majorité absolue en obtenant 124 sièges. Le Parti socialiste ouvrier espagnol (PSOE) obtient 48 sièges et Podemos obtient 16 sièges.

## Système électoral
Les électeurs espagnols sont appelés à renouveler pour quatre ans : 
- les 350 députés élus au scrutin proportionnel de liste par province avec un seuil minimum de 3 % pour être représenté.
- 208 des 259 sénateurs, (les 51 autres étant désignés par les Communautés autonomes après renouvellement de leurs Parlements), au scrutin majoritaire plurinominal par province.

| Circonscriptions                                                                | Députés | Carte |
| ------------------------------------------------------------------------------- | ------- | ----- |
| Madrid                                                                          | 36      |       |
| Barcelone                                                                       | 31      |       |
| Valence                                                                         | 15      |       |
| Alicante et Séville                                                             | 12      |       |
| Málaga                                                                          | 11      |       |
| Murcie                                                                          | 10      |       |
| Cadix                                                                           | 9       |       |
| Asturies, Îles Baléares, La Corogne, Las Palmas et Biscaye                      | 8       |       |
| Grenade, Pontevedra, Santa Cruz de Tenerife et Saragosse                        | 7       |       |
| Almería, Badajoz, Cordoue, Gérone, Guipuscoa, Tarragone et Tolède               | 6       |       |
| Cantabrie, Castellón, Ciudad Real, Huelva, Jaén, León, Navarre et Valladolid    | 5       |       |
| Álava, Albacete, Burgos, Cáceres, Lérida, Lugo, Ourense, La Rioja et Salamanque | 4       |       |
| Ávila, Cuenca, Guadalajara, Huesca, Palencia, Ségovie, Teruel et Zamora         | 3       |       |
| Soria                                                                           | 2       |       |
| Ceuta et Melilla                                                                | 1       |       |

## Contexte

### Crise politique et économique
Les élections générales espagnoles de 2011 ont donné lieu a une écrasante victoire du Parti populaire de Mariano Rajoy, conséquence de la crise économique que connait le pays depuis 2008. Le Parti socialiste ouvrier espagnol (PSOE) alors au pouvoir, bénéficiait d'une popularité très basse et a obtenu son pire score lors d'élections générales depuis la transition démocratique. Le président du gouvernement sortant José Luis Rodríguez Zapatero a décidé de ne pas être candidat à sa réélection au début de l'année 2011, et a donc été remplacé à la tête du parti par Alfredo Pérez Rubalcaba, ancien vice-président du gouvernement
Alors que très populaires aux lendemains des élections le PP et Rajoy ont vu leurs cotes de popularité diminuer rapidement après le vote des premières mesures d'austérité et des coupes budgétaires. Six mois après les élections le gouvernement a vu sa popularité tomber de 45 % à 34 %. Au même moment, le PSOE s'est montré incapable de regagner un quelconque soutien populaire, le souvenir du gouvernement de Zapatero et de sa gestion de la crise restant très présent chez les électeurs, en plus de l'émergence d'énormes scandales de corruptions dans les deux partis.
L'impopularité croissante des deux principaux partis, couplée à la montée en puissance du mouvement indépendantiste catalan et à la stagnation de l'économie, a débouché sur une popularité croissante pour plusieurs petits partis, tels que la Gauche unie (IU), le nouveau parti Podemos,, issu du Mouvement des Indignés, les centristes de Union, progrès et démocratie (UPyD) et de Ciudadanos,, ou encore du parti de droite Vox, scission du PP.

### Élections européennes de 2014
Tout cela a cumulé lors des élections européennes de 2014. En dépit des annonces du PP au sujet d'un redécollage de l'économie, le parti n'a pu éviter une énorme chute dans les urnes, similaire par son ampleur à celle du PSOE, le résultat cumulé des deux partis tombant sous la barre des 50 % des suffrages exprimés pour la première fois de leur histoire. Cela a été accompagné par la confirmation de la popularité croissante des petits partis, en partie même sous-estimée par les instituts de sondage, notamment dans le cas de Podemos. À la suite de ces élections le secrétaire générale du PSOE, Alfredo Pérez Rubalcaba, a démissionné de ses fonctions.
Une semaine après les élections, le roi Juan Carlos Ier a annoncé son intention d'abdiquer en faveur de son fils Felipe, Selon certaines rumeurs, Rubalcaba n'aurait pas démissionné immédiatement après les élections, étant au courant depuis des mois des intentions du roi, et voulant s'assurer du soutien de son parti au processus législatif que l'abdication requérait.

## Candidats

### Parti populaire
- Mariano Rajoy, président du gouvernement[13]

Du fait de l'absence de règle sur le nombre de mandats du président du gouvernement, Mariano Rajoy a annoncé le 6 avril 2015 qu'il est candidat à sa succession.
De nombreux médias ont spéculé sur l'opportunité que Rajoy soit candidat à un nouveau mandat, aussi plusieurs membres du parti pourraient se porter candidats à la place du président sortant.
- Soraya Sáenz de Santamaría, vice-présidente du gouvernement[13]
- Alberto Núñez Feijóo, président de la Junte de Galice[13]
- María Dolores de Cospedal, présidente de la Junte des communautés de Castille-La Manche et secrétaire générale du Parti populaire[13]
- Esperanza Aguirre, ancienne présidente de la Communauté de Madrid[13]
- Alberto Ruiz-Gallardón, ancien maire de Madrid et ministre de la Justice[13]

### Parti socialiste ouvrier espagnol
À la suite de la démission d'Alfredo Pérez Rubalcaba, un vote consultatif des militants est alors convoqué le 13 juillet. Le député de Madrid Pedro Sánchez l'emporte avec 48,5 % des voix, face au député basque Eduardo Madina et à l'universitaire José Antonio Pérez Tapias, représentant de la Gauche socialiste (IS, aile gauche du PSOE). Le 21 juin 2015, Pedro Sànchez a été désigné tête de liste de son parti pour les élections générales.
- Pedro Sánchez — Secrétaire général du parti[17]
- Susana Díaz, présidente de la Junte d'Andalousie
- Eduardo Madina — ancien secrétaire général du groupe parlementaire du PSOE au Congrès des députés[18],[19]
- Carme Chacón — ancienne ministre de la Défense[18],[19]
- Emiliano García-Page — maire de Tolède[18]

### Unité populaire
- Alberto Garzón — secrétaire au Processus constituant de la Gauche unie

### Union, progrès et démocratie
- Rosa Díez — porte-parole de Union, progrès et démocratie

### Podemos
- Pablo Iglesias Turrión, député européen[20]

À la suite des élections européennes, plusieurs sondages (GESOP et Celeste-Tel) ont montré une importante progression de Podemos, le parti atteignant même 27,7 % des intentions de vote en novembre 2014, devançant tous les autres partis.
Dans le cadre de cette campagne électorale, le parti Podemos et son principal dirigeant, Pablo Iglesias, ont été l'objet de nombreuses attaques émanant de dirigeants du PP, tels que la vice-présidente du gouvernement, Soraya Sáenz de Santamaría, et le vice-secrétaire général du parti, Carlos Floriano, ces derniers qualifiant notamment le parti de « populiste », d'« évangéliste » et de « totalitaire ». D'autres dirigeants du PP, comme l'ancienne présidente de la Communauté de Madrid, Esperanza Aguirre, ont aussi accusé Iglesias de soutenir l'ETA, le chavisme et le castrisme,.

## Intentions de vote

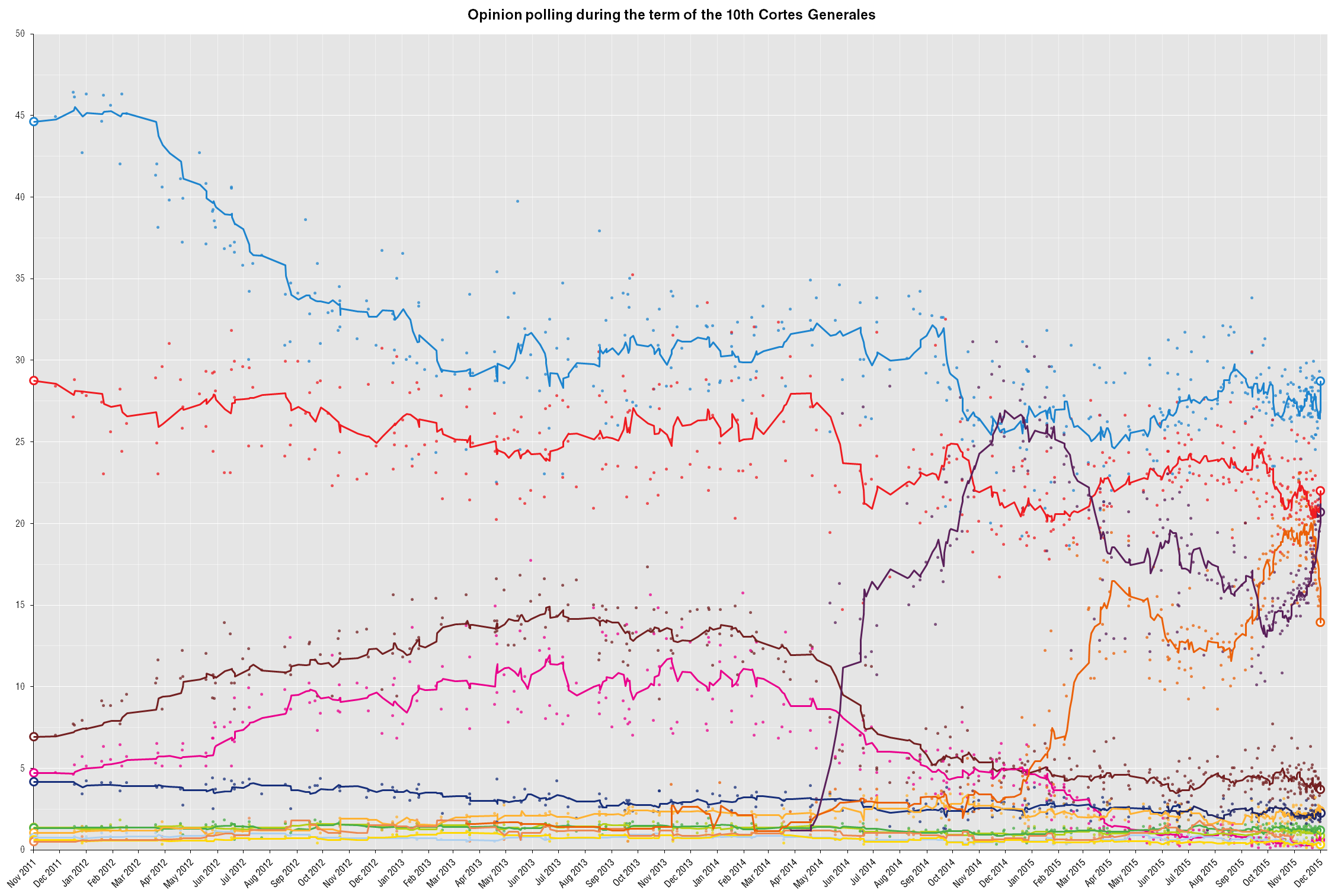
Moyenne mobile des résultats d'enquêtes depuis novembre 2011 au jour de l'élection, chaque ligne correspondant à un parti politique :

- PP
- PSOE
- IU
- UPyD
- CiU
- EH Bildu / Amaiur
- PNV
- ERC
- C's
- Podemos

## Résultats

### Congrès des députés
|                                                  |                                                            |                                                            |            |       |               |               |               |  |  |
| Parti ou coalition                               | Parti ou coalition                                         | Parti ou coalition                                         | Voix       | %     | +/-           | Sièges        | +/-           |  |  |
|                                                  |                                                            | Parti populaire (PP)                                       | 6 717 462  | 26,64 | 14,68         | 112           | 58            |  |  |
|                                                  | PP-Parti aragonais (PAR)                                   | 229 691                                                    | 0,91       | 0,48  | 6             | 2             |               |  |  |
|                                                  | PP-Forum des Asturies (FAC)                                | 187 568                                                    | 0,74       | 0,33  | 3             | 2             |               |  |  |
|                                                  | PP-Union du peuple navarrais (UPN-PP)                      | 102 244                                                    | 0,41       | 0,11  | 2             | en stagnation |               |  |  |
| Total Parti populaire                            | Total Parti populaire                                      | 7 236 965                                                  | 28,71      | 16,33 | 123           | 64            |               |  |  |
|                                                  |                                                            | Parti socialiste ouvrier espagnol (PSOE)                   | 4 736 628  | 18,79 | 6,18          | 78            | 18            |  |  |
|                                                  | Parti des socialistes de Catalogne (PSC)                   | 590 274                                                    | 2,34       | 1,45  | 8             | 6             |               |  |  |
|                                                  | PSOE-Nouvelles Canaries (NCa)                              | 218 413                                                    | 0,87       | N/A   | 4             | 4             |               |  |  |
| Total Parti socialiste ouvrier espagnol          | Total Parti socialiste ouvrier espagnol                    | 5 545 315                                                  | 22,00      | 6,76  | 90            | 20            |               |  |  |
|                                                  |                                                            | Podemos                                                    | 3 198 584  | 12,69 | Nv.           | 42            | 42            |  |  |
|                                                  | En Comú Podem (ECP)                                        | 929 880                                                    | 3,69       | 2,54  | 12            | 9             |               |  |  |
|                                                  | És el moment                                               | 673 549                                                    | 2,67       | 2,16  | 9             | 8             |               |  |  |
|                                                  | En Marea                                                   | 410 698                                                    | 1,63       | 1,31  | 6             | 6             |               |  |  |
| Total coalition Podemos et alliés                | Total coalition Podemos et alliés                          | 5 212 711                                                  | 20,68      | Nv.   | 69            | 65            |               |  |  |
|                                                  | Ciudadanos (Cs)                                            | Ciudadanos (Cs)                                            | 3 514 528  | 13,94 | Nv.           | 40            | 40            |  |  |
|                                                  | Gauche unie - Unité populaire (IU–UPeC)                    | Gauche unie - Unité populaire (IU–UPeC)                    | 926 783    | 3,68  | 1,81          | 2             | 6             |  |  |
|                                                  |                                                            | Gauche républicaine-Catalunya Sí (ERC–CatSí)               | 601 782    | 2,39  | 1,36          | 9             | 6             |  |  |
|                                                  | Maintenant, Pays valencien (Ara PV)                        | 2 503                                                      | 0,01       | 0,02  | 0             | en stagnation |               |  |  |
| Total Coalition Gauche republicaine-CatSí-Ara PV | Total Coalition Gauche republicaine-CatSí-Ara PV           | 604 285                                                    | 2,40       | 1,34  | 9             | 6             |               |  |  |
|                                                  | Démocratie et liberté (DiL)                                | Démocratie et liberté (DiL)                                | 567 253    | 2,25  | 1,92          | 8             | 8             |  |  |
|                                                  | Parti nationaliste basque (EAJ/PNV)                        | Parti nationaliste basque (EAJ/PNV)                        | 302 316    | 1,20  | 0,13          | 6             | 1             |  |  |
|                                                  | Parti animaliste contre la maltraitance animale (PACMA)    | Parti animaliste contre la maltraitance animale (PACMA)    | 220 369    | 0,87  | 0,45          | 0             | en stagnation |  |  |
|                                                  | Euskal Herria Bildu (EH Bildu)                             | Euskal Herria Bildu (EH Bildu)                             | 219 125    | 0,87  | 0,50          | 2             | 5             |  |  |
|                                                  | Union, progrès et démocratie (UPyD)                        | Union, progrès et démocratie (UPyD)                        | 155 153    | 0,62  | 4,08          | 0             | 5             |  |  |
|                                                  | Coalition canarienne-Parti nationaliste canarien (CCa–PNC) | Coalition canarienne-Parti nationaliste canarien (CCa–PNC) | 81 917     | 0,32  | 0,27          | 1             | 1             |  |  |
|                                                  | Nous - Candidature galicienne (Nós)                        | Nous - Candidature galicienne (Nós)                        | 70 863     | 0,28  | 0,48          | 0             | 2             |  |  |
|                                                  | Union démocratique de Catalogne (UDC)                      | Union démocratique de Catalogne (UDC)                      | 65 388     | 0,26  | Nv.           | 0             | en stagnation |  |  |
|                                                  | Vox                                                        | Vox                                                        | 58 114     | 0,23  | Nv.           | 0             | en stagnation |  |  |
|                                                  | Recortes Cero-Grupo Verde (Recortes Cero–GV)               | Recortes Cero-Grupo Verde (Recortes Cero–GV)               | 48 675     | 0,19  | Nv.           | 0             | en stagnation |  |  |
|                                                  | Més per Mallorca (Més)                                     | Més per Mallorca (Més)                                     | 33 877     | 0,13  | en stagnation | 0             | en stagnation |  |  |
|                                                  | Parti communiste des peuples d'Espagne (PCPE)              | Parti communiste des peuples d'Espagne (PCPE)              | 31 179     | 0,12  | 0,01          | 0             | en stagnation |  |  |
|                                                  | Geroa Bai (GBai)                                           | Geroa Bai (GBai)                                           | 30 642     | 0,12  | 0,05          | 0             | 1             |  |  |
|                                                  | 33 autres partis (moins de 0,10 % chacun)                  | 33 autres partis (moins de 0,10 % chacun)                  | 288 358    | 1,16  | -             | 0             | en stagnation |  |  |
|                                                  | Vote blanc                                                 | Vote blanc                                                 | 188 132    | 0,75  | 0,62          |               |               |  |  |
|                                                  |                                                            |                                                            |            |       |               |               |               |  |  |
| Suffrages exprimés                               | Suffrages exprimés                                         | Suffrages exprimés                                         | 25 211 313 | 99,11 |               |               |               |  |  |
| Votes nuls                                       | Votes nuls                                                 | Votes nuls                                                 | 227 219    | 0,89  |               |               |               |  |  |
| Total                                            | Total                                                      | Total                                                      | 25 438 532 | 100   | -             | 350           | en stagnation |  |  |
| Abstention                                       | Abstention                                                 | Abstention                                                 | 11 073 316 | 30,33 |               |               |               |  |  |
| Inscrits/Participation                           | Inscrits/Participation                                     | Inscrits/Participation                                     | 36 511 848 | 69,67 |               |               |               |  |  |

### Sénat
|       |                                                            |        |  |  |  |  |  |  |  |
| Liste | Liste                                                      | Sièges |  |  |  |  |  |  |  |
|       | Parti populaire (PP)                                       | 124    |  |  |  |  |  |  |  |
|       | Parti socialiste ouvrier espagnol (PSOE)                   | 47     |  |  |  |  |  |  |  |
|       | Podemos et alliés                                          | 16     |  |  |  |  |  |  |  |
|       | Gauche républicaine de Catalogne-Catalunya Sí (ERC-CAT SÍ) | 6      |  |  |  |  |  |  |  |
|       | Démocratie et liberté (DL)                                 | 6      |  |  |  |  |  |  |  |
|       | Parti nationaliste basque (EAJ-PNV)                        | 6      |  |  |  |  |  |  |  |
|       | Cambio-Aldaketa                                            | 1      |  |  |  |  |  |  |  |
|       | Coalition canarienne (CC)                                  | 1      |  |  |  |  |  |  |  |
|       | Groupement socialiste gomérien (ASG)                       | 1      |  |  |  |  |  |  |  |
| Total | Total                                                      | 208    |  |  |  |  |  |  |  |

### Conséquences
Cette élection est une victoire aux airs de défaite pour le Parti populaire du premier ministre Mariano Rajoy qui perd la majorité au parlement en passant de 44,6 % à 28,7 % des suffrages. L'élection voit aussi la percée des nouveaux partis Podemos et Ciudadanos.
Le 22 janvier 2016, Mariano Rajoy annonce qu'il renonce à former un gouvernement faute de soutiens.
Chargé par le roi de former un gouvernement, Pedro Sánchez (PSOE) signe un accord avec le nouveau parti libéral Ciudadanos. Le 2 mars 2016, il voit son investiture rejetée une première fois par le Congrès des députés,, puis une seconde fois le 4 mars 2016. Les partis espagnols ont alors deux mois, jusqu’au 2 mai, pour négocier des alliances et échapper à de nouvelles élections, qui auraient lieu le 26 juin.